# Indotipula manobo
Indotipula manobo är en tvåvingeart som först beskrevs av Alexander 1932.  Indotipula manobo ingår i släktet Indotipula och familjen storharkrankar. Inga underarter finns listade i Catalogue of Life.